# Гвада
Гва́да, также Гуа́да (абх. Ӷәада, груз. ღვადა) — село в Абхазии, в Очамчырском районе частично признанной Республики Абхазия, согласно административному делению Грузии — в Очамчирском муниципалитете Абхазской Автономной Республики. Расположено к северо-западу от райцентра Очамчыра в предгорной полосе у подножья Кодорского хребта. В административном отношении село представляет собой административный центр Гвадской сельской администрации (абх. Ҕәада ақыҭа ахадара), в прошлом Гвадский сельсовет.

## Границы
На севере границей Гвады служит Кодорский хребет; на востоке граничит с селом Члоу по реке Кумарча; на юге — с Кочарой; на западе — с селом Джгерда.

## Население
Население Гвадского сельсовета по данным переписи 1989 года составляло 677 человек, по данным переписи 2011 года население сельской администрации Гвада составило 371 человек, в основном абхазы.
Вплоть до второй половины XX века Гвада входила в состав соседнего села Джгерда. По данным переписи населения 1886 года в селении Гвада проживало православных христиан — 215 человек, мусульман-суннитов не было. По сословному делению в Гваде имелось 215 крестьян. Князей, дворян, представителей православного духовенства и «городских» сословий в Гваде не проживало.
В селе Гуада проживают следующие фамилии: Ашуба, Амичба, Жиба, Матуа, Агрба, Кварчия, Шоуа, Воуба, Псардия, Агумаа, Лацушба, Агухаа, Гопия, Куашалаа, Ашхацаа, Руруа, Хачян, Мгеладзе, Хашым-оглы, Дуган, Устахмед, Беренджи и так далее.
| Год переписи | Число жителей                | Этнический состав                                           |
| ------------ | ---------------------------- | ----------------------------------------------------------- |
| 1886         | 215 (в составе села Джгерда) | абхазы 100 %                                                |
| 1926         | в составе села Джгерда       | абхазы (нет точных данных)                                  |
| 1959         | 748 (в составе села Джгерда) | абхазы (нет точных данных)                                  |
| 1989         | 677                          | абхазы (нет точных данных)                                  |
| 2011         | 371                          | абхазы 98,7 %, грузины 0,8 %, русские 0,3 %, украинцы 0,3 % |

## Историческое деление
Село Гвада исторически подразделяется на 5 посёлков (абх. аҳабла):
- Абаажаху
- Алакумхара
- Второй Джиргул
- Гуада Адзых
- Гуада-Ахуца

## Известные уроженцы
- Ашуба, Бела Шукриевна — профессор, проректор ГИСХ по научной работе (1981—1992 гг.)
- Ашуба, Нугзар Нуриевич (род. 1952) — абхазский политический деятель, председатель Народного собрания Абхазии (2002—2012).